# Antonio Masutti
Antonio Masutti (Aviano, 20 luglio 1813 – Torino, 11 gennaio 1895) è stato un pittore, disegnatore, incisore, litografo, illustratore e caricaturista italiano.

## Biografia
Nasce ad Aviano il 20 luglio 1813 da Carlo, falegname, e Marianna. Il padre lo affida al parroco per gli studi privati. La madre, stremata dai parti, muore il 4 giugno 1820. Antonio, infatti, è il settimo di dodici figli. Si accorge di lui il nobile Pietro Oliva del Turco, scopritore di talenti locali, che gli consente di iscriversi all'Accademia di Belle Arti di Venezia, il 3 novembre 1829.
Si mette in luce ai vari concorsi accademici e segue le lezioni anche di scultura impartite da Luigi Zandomeneghi. Ottiene diversi premi e accessit tra il 1830 e il 1834; in particolare vince due primi premi nel 1831, uno per la copia della statua dal rilievo e l'altro per la copia della statua dalla stampa. Firma per lo stabilimento tipografico Kier, per il quale lavora a partire dal 1839. Realizza le illustrazioni per la Strenna Triestina per le edizioni del 1839 e 1840. Esegue le opere chiesastiche tra il 1840 e il 1846: Conversione di San Paolo per il duomo di Aviano (1840), i Santi Rocco e Valentino per San Giorgio al Tagliamento (1844) e il San Marco (1846) quale risultato del pensionato accademico a Roma.
Si trasferisce a Roma, dapprima per continuare il suo iter accademico quindi, cambia idea, entrando nel gruppo degli incisori e illustratori che ruotano attorno alla figura dell'intellettuale e patriota Michelangelo Pinto. Per quest'ultimo realizza i disegni per il giornale satirico Il Don Pirlone, dei quali 106 esemplari sono oggi conservati al British Museum di Londra. Conosce il gruppo dei piemontesi:  l'incisore Enrico Parmiani che lo mette in contatto con Agostino Lauro. Realizza i disegni per l'illustrazione dell'ultimo volume di Roberto Tapparelli d'Azeglio La Reale Galleria di Torino Illustrata, traducendo opere di Guercino, Gerrit Dou e Francesco Albani; le incide Agostino Lauro.
Al seguito di Pinto si trasferisce nel 1849 a Torino. Continua a lavorare per Pinto a Il Don Pirlone a Roma. A partire dal 1851 illustra il Panteon dei martiri della libertà italiana. Galvanizzato da una piccola rendita, soprattutto derivata dall'importante lavoro di illustrazione della prima edizione del 1853 del Rodolfo di Giovanni Prati, acquista casa direttamente da Lauro sui colli torinesi, che gli procurerà debiti drammatici. Inizia a realizzare, per la borghesia torinese, ritratti in miniatura per i quali ottiene un buon riscontro. Nel 1856 illustra i Nuovi Misteri di Roma Contemporanea, una delle sue opere illustrative più importanti. Instaura un rapporto stretto con Cavour, del quale realizza molti ritratti. Tra il 1860 e il 1863 illustra la Storia d'Italia di Giuseppe La Farina (che esce in più di trecento dispense) e i cinque volumi di Pietro Corelli La Stella d'Italia o Nove Secoli di Casa Savoia. Entra in contatto con i maggiori letterati risorgimentali per i quali lavora in qualità di illustratore: oltre a Prati, anche Francesco Domenico Guerrazzi e Antonio Ranieri. Il suo ritratto del re Vittorio Emanuele II, inciso da Agostino Lauro, ottiene una risonanza nazionale.
Illustra, sempre per Pietro Corelli, Le Sirene più celebri di tutti i tempi. Nel 1871 illustra il romanzo sociale La Capanna dello Zio Tom di Harriet Beecher Stowe. Ormai dedica i suoi lavori esclusivamente all'arte tipografica. Lavora con gli xilografi Pietro Vajani e Giuseppe Salvioni, disegnando, come ricorda il figlio,“direttamente sui blocchi di legno”. Nel 1873 nasce il primogenito, Carlo, mentre la moglie Catterina dà alla luce la seconda figlia femmina, Cecilia, nel 1876. Entrambi sceglieranno di continuare la professione paterna. Vittorio Emanuele II gli conferisce il titolo di “cavaliere” nel 1877 mentre re Umberto I, di motu proprio, lo nomina dapprima Ufficiale della Corona d'Italia, nel 1884, e cavaliere dell'ordine dei Ss. Maurizio e Lazzaro nel 1885. Nel 1883, per la riedizione delle Famiglie celebri di Italia di Pompeo Litta, realizza tutti i ritratti di Casa Savoia con una perizia tecnica che, di sicuro, spiegano i titoli appena citati ricevuti dal sovrano.
Nel 1884 realizza pure il manifesto per L’Esposizione Nazionale di Torino.
Si ritrova, nonostante le varie gratifiche ufficiali, senza lavori ed è costretto a realizzare diplomi, cromolitografie e disegni d'occasione per racimolare qualche soldo al fine di seguire i primi passi dei
figli, avviati al mondo della pittura. Subisce anche il duro colpo di illustrare opere da lui lontane ideologicamente. Soprattutto è lo xilografo Giuseppe Salvioni che ne segue le sfortunate sorti, passandogli diversi lavori; Masutti decide di non firmarli. La mattina dell'11 gennaio 1895, assistito dai familiari, muore nella centralissima piazza Vittorio Emanuele a Torino.
Per i duecento anni dalla nascita il Comune di Aviano ha realizzato il primo studio monografico e la mostra a lui dedicata, con opere incisorie provenienti dal Museo Nazionale del Risorgimento Italiano di Torino.